# 聶靜
聶靜（1507年—1573年），字子安，號泉厓、泉崖，江西吉安府永豐縣人，民籍，明朝政治人物。聂豹之侄。

## 生平
嘉靖十三年（1534年）甲午科江西鄉試第三十三名，嘉靖十四年（1535年）乙未科会试第一百七名，三甲九十一名進士。嘉靖十七年（1538年）授直隸丹徒縣知縣。十九年十月选授刑科给事中，巡视皇城，二十年四月太庙火灾，劾奏诸大臣闻灾不疾赴救，以劾论不实，逮下诏狱，贬建平县县丞。六月丁父忧。服闋，起曲周县丞，升國子監助教。庚戌（1550年）年，俺答侵犯京城，奉诏值守安定门，以功晋升兵部主事，因叔父聂豹在兵部任职，改任礼部，后官至礼部儀制司署郎中，三十三年十一月因冬至类进贺表复写三十二字，嘉靖帝看后发怒，命锦衣卫逮捕聂静杖于廷，黜为民。隆慶元年进阶中顺大夫，萬曆元年卒，享年六十七。著有《聶泉崖詩鈔稿》一冊。

## 家族
曾祖聶日聰；祖父聶玉治，封文林郎；父聶洪（1479年-1541年），字文伟，號五巚。母張氏。具庆下。弟聂山。